# ريبيكا جاين
ريبيكا جاين (بالإنجليزية: Becky Jane) (1984 - ) هي لاعبة كرة قدم بريطانية في مركز الدفاع.

## وصلات خارجية
- ريبيكا جاين على موقع قاعدة بيانات كرة القدم.إي يو (الإنجليزية)
- ريبيكا جاين على موقع Soccerway.com (الإنجليزية)